# 죽어도 좋아 (1969년 영화)
죽어도 좋아는 1969년에 개봉한 대한민국의 영화이다.

## 배역
- 신성일
- 윤정희
- 남정임
- 박노식
- 김운하
- 이대엽
- 황백
- 황인철
- 배완수
- 최무웅
- 이길억